# Thomas de Woodstock
Thomas de Woodstock (Woodstock, 7 de enero de 1355 - Calais, 8 de septiembre de 1397) fue el menor de los hijos de Eduardo III de Inglaterra y su esposa Felipa de Henao. Ostentó los títulos de duque de Gloucester y de Amaule, y conde de Essex y de Buckingham.

## Primeros años
Woodstock nació el 7 de enero de 1355 en el palacio de Woodstock, en Oxfordshire. Contrajo nupcias con Leonor de Bohun en 1376, y se les dio el castillo Pleshey, en Essex, además de ser nombrado condestable del Reino. La hermana menor de su esposa, María de Bohun, se casó posteriormente con Enrique Bolingbroke, conde de Derby (futuro rey Enrique IV de Inglaterra).
A la edad de 22 años, en 1377, Woodstock fue armado caballero y creado conde de Buckingham. En 1385 recibió el título de duque de Amaule y duque de Gloucester.

## La campaña de Bretaña
Thomas de Woodstock estuvo al mando de la campaña inglesa en Bretaña que ocurrió ya finalizada la guerra de Sucesión Bretona donde las fuerzas inglesas apoyaron a Juan V, duque de Bretaña en contra de las pretensiones de Carlos de Blois, apoyado por Francia. Al mando del ejército inglés, Juan salió victorioso, sin embargo concluida la guerra los franceses siguieron debilitando su posición y más tarde se vio obligado a exiliarse en Inglaterra. Regresó a Bretaña en 1379, con el apoyo de los barones bretones que temían la anexión de Bretaña a Francia. El ejército inglés fue enviado bajo las órdenes Woodstock para apoyar su posición. Para mantener la seguridad de una ruta de navegación más que la de Bretaña en sí misma, el ejército se trasladó a la fortaleza continental inglesa de Calais, en julio de 1380.
Woodstock marchó con sus 5 200 hombres al este de París, sin embargo fueron confrontados en Troyes por el ejército del duque Felipe II de Borgoña. Los franceses, quienes habían aprendido de sus derrotas pasadas en Crécy y Poitiers, decidieron no enfrentarse en una batalla campal con el ejército inglés y finalmente ambos mando se marcharon. La defensa francesa se desarmó debido a la muerte de Carlos V pocos días después. Woodstock continuó hacia el oeste sin encontrar mucha oposición y en noviembre de 1380 puso sitio a Nantes y su estratégico puente sobre el Loira el cual llevaba a Aquitania.
Sin embargo, no logró mantener un dominio eficaz y se puso en marcha un plan de urgencia con Sir Thomas Felton, quien traía 2 000 refuerzos de Inglaterra. En enero, sin embargo, el duque de Bretaña se reconcilió con el nuevo rey francés y con ello la alianza bretona-inglesa colapsó, lo cual sumado a la disentería que padecían sus hombres, hizo a Woodstock abandonar el asedio.

## Conflicto con Ricardo II

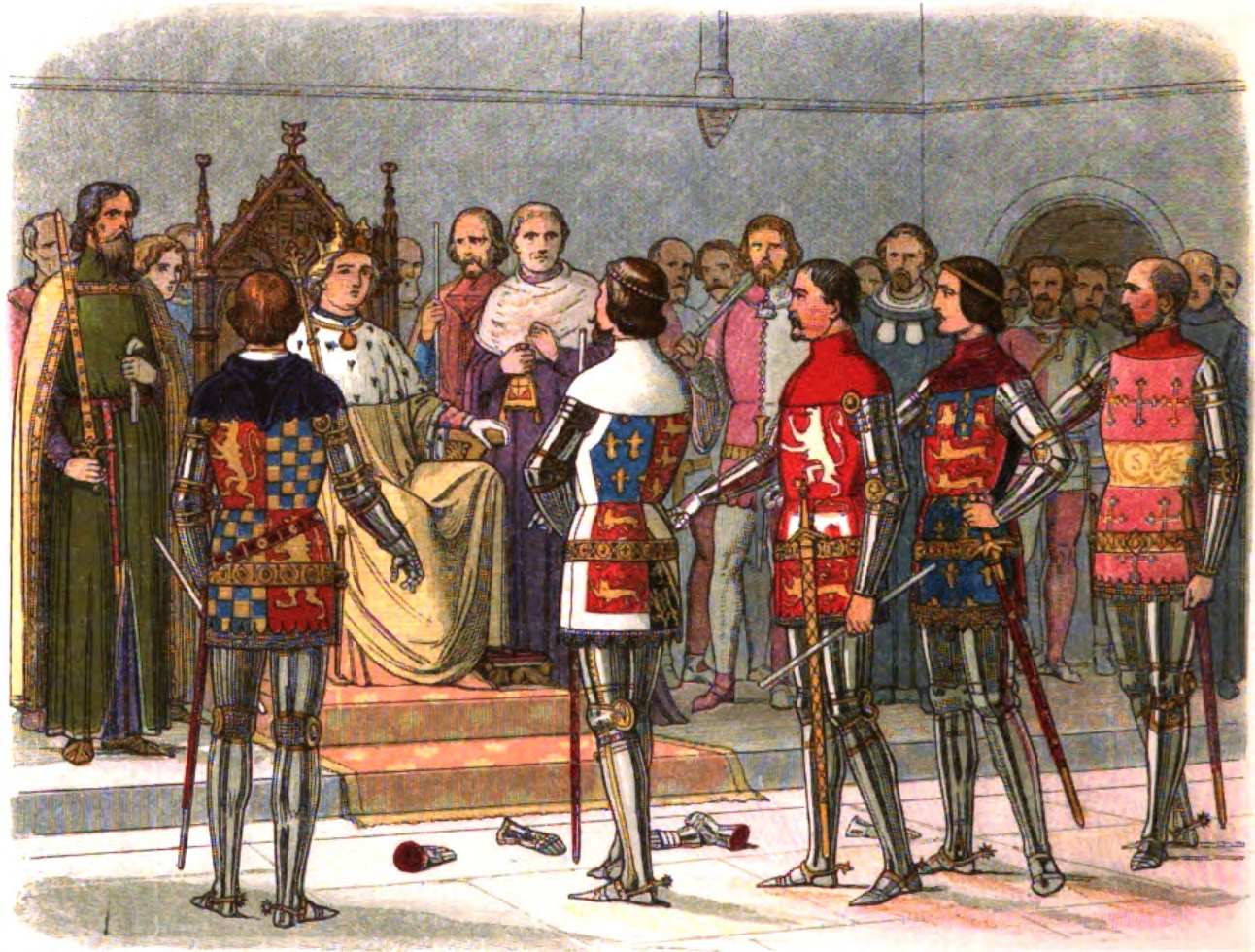
Richard FitzAlan, Thomas de Woodstock, Thomas de Mowbray, Enrique Bolingbroke y Thomas de Beauchamp demandan a Ricardo II a que les permitan corroborar por las armas la justicia de su rebelión.

Thomas de Woodstock fue el líder de los Lords Appellant, un grupo de nobles poderosos cuya ambición de arrebatar el poder al sobrino de Tomás, el rey Ricardo II de Inglaterra culminó con una exitosa rebelión en 1388, que obligó al monarca al cumplir con sus demandas debilitando significativamente su poder. Sin embargo, posteriormente Ricardo II logró deshacerse de los rebeldes en 1397, y Thomas fue encarcelado en Calais en espera de juicio por traición.
Thomas fue asesinado el 8 de septiembre de 1397, mientras permanecía en prisión, probablemente por un grupo de hombres liderados por Thomas de Mowbray, I duque de Norfolk, y Nicholas Colfox, supuestamente en nombre de Ricardo II. Esto provocó una protesta entre la nobleza de Inglaterra aumentando la impopularidad del soberano. Tomás fue sepultado en la iglesia de la Santísima Trinidad, en St. Edmunds, Westminster.

## Familia

### Matrimonio y descendencia
Thomas se casó con Leonor de Bohun (c. 1366-1399), hija mayor y coheredera junto a su hermana María de Bohun de Humphrey de Bohun, VII conde de Hereford. Fruto del matrimonio nacieron:
- Humphrey (c. 1381 - 2 de septiembre de 1399), conde de Buckingham, Hereford, Northampton y de Essex.

- Ana (c. 1383 - 6 de octubre de 1438), condesa de Buckingham, Hereford, Northampton y de Essex al suceder a su hermano. Casada sucesivamente con Tomás Stafford, conde de Stafford (m. 1392), con su cuñado Edmund Stafford, conde de Stafford (m. 1403) y con Guillermo Bouchier, conde d'Eu (m. 1420).

- Juana (1384 - 16 de agosto de 1400), casada con Lord Gilbert Talbot (m. 1418).

- Isabel (12 de marzo de 1386 - 1402), fue monja.

- Felipa (1389 - 3 de octubre de 1399), muerta en la infancia.

Al ser considerado traidor, el ducado de Gloucester no fue heredado por su hijo Humphrey. Este sin embargo recibió el título de conde de Buckingham aunque murió solo dos años después de su padre. Humphrey fue sucedido por su hermana Ana, emparentada por matrimonio con la poderosa familia Stafford. El hijo de Ana, Humphrey Stafford, será el I duque de Buckingham.

## Títulos, tratamiento, honores y armas

### Distinciones honoríficas
- Caballero de la Nobilísima Orden de la Jarretera (1380).[8]

### Escudo de armas
Woodstock como duque de Gloucester usó las armas del Reino diferenciadas por una bordura de plata.
| Cargos políticos                                        |                                               |                                                     |
| Predecesor: Humphrey de Bohun Conde de Hereford y Essex | Lord Alto Condestable de Inglaterra 1372–1397 | Sucesor: Humphrey de Buckingham Conde de Buckingham |
| Cargos de Justicia                                      |                                               |                                                     |
| Predecesor: Robert de Vere Duque de Irlanda             | Justicia de Chester 1388–1391                 | Sucesor: John Holland Duque de Exeter               |
| Nobleza de Inglaterra                                   |                                               |                                                     |
| Nueva creación                                          | Conde de Essex 1376–1397                      | Título perdido                                      |
| Nueva creación                                          | Conde de Buckingham 1377–1397                 | Sucesor: Humphrey de Buckingham                     |
| Nueva creación                                          | Duque de Gloucester Duque de Amaule 1385–1397 | Título perdido                                      |